# Combat d'Elven
Pour l’article homonyme, voir Bataille d'Elven.
Chouannerie
Le Combat d'Elven eut lieu en 1795 et opposa les Chouans et les Républicains.

## Le combat
La commune d'Elven servait de retraite habituelle aux Chouans, et à ce titre, elle fut occupée par 150 soldats républicains d'un bataillon de l'Ain commandé par le capitaine Cerdon. Cadoudal souhaitait prendre le contrôle de la côte afin de pouvoir accueillir un débarquement d'armes et de munitions par les Anglais, son premier objectif était Elven.
Malgré une petite défaite la veille, à Sérent, Cadoudal rassembla des combattants d'élite de la division d'Auray, renforcés par des éléments de la division de Bignan, cette troupe était, selon Jean Rohu, forte de 400 hommes.
À l'aube du 4 novembre, les Chouans foncèrent sur Elven, surprirent les Républicains et en un instant, se rendirent maîtres du centre du bourg. Encerclés, les Bleus durent se réfugier dans l'église et dans la caserne. Le capitaine Cerdon était seul dans une maison du bourg. Dans un premier temps, les Chouans attaquèrent l'église, enfonçant les portes et les fenêtres. Pressés sous le nombre, les Républicains, malgré une bonne résistance, se barricadèrent dans le clocher que les Chouans ne purent emporter. Ceux-ci se tournèrent alors sur la caserne où les grenadiers les accueillirent par un feu nourri. Les Républicains voulurent secourir leur capitaine qui s'était enfermé seul dans sa maison, ils tentèrent alors une sortie mais sur les quinze premiers qui s'élancèrent au dehors, sept furent abattus et plusieurs autres blessés. Dépourvus de canons, les Chouans tentèrent alors d'incendier la caserne et entassèrent des fagots. Les Républicains tentèrent une nouvelle sortie, l'officier s'élança le premier mais il fut tué dès qu'il eut franchi le seuil, ce qui dissuada les autres. Les Chouans ne parvinrent cependant pas à incendier la caserne. Un émigré, d'Andlar, qui tentait de mettre le feu à la porte, fut tué. Les Républicains réfugiés dans le clocher se décidèrent finalement à secourir leurs camarades, ils descendirent de leur refuge et parvinrent jusque sur la place où ils engagèrent les Chouans de flanc.
Cadoudal constata que l'affrontement traînait en longueur, et craignant que des renforts n'arrivent de Vannes, il décida d'ordonner la retraite. Les pertes des Chouans furent de 11 hommes tués et il fallut plusieurs voitures pour évacuer les blessés. Les Républicains perdirent 13 hommes et 28 furent blessés.
Un émigré, de Cordehem, écrit dans une lettre après le combat :

« Cette affaire fut la dernière dans laquelle je vis le général Georges ; elle me donna une bien haute idée de sa valeur, car il se tint constamment au milieu de nous, et comme il était le seul à cheval, et très facile à reconnaître, il était le point de mire des Républicains, et il est inconcevable qu'il n'ait pas péri dans cette journée. »

| « Le poste d'Elven, composé de cent cinquante grenadiers du second bataillon de l'Ain et des sapeurs du deuxième bataillon, a été attaqué, le 4 de ce mois, par un rassemblement des communes voisines, que l'on porte au nombre de sept à huit mille hommes. La sentinelle du poste avancé, voyant des hommes armés s'avancer, crie : Qui vive ? On répond : Républicains français. Le caporal, qui se présente pour reconnaître, est tué. Au même instant, les Chouans pénètrent de toutes parts dans le village, en criant vive le roi, en avant les chasseurs du roi. Toutes les rues étaient encombrées de cette foule avant que la troupe eût eu le temps de sortir de ses casernes pour se réunir. Alors un feu très-vif se fait entendre. Les grenadiers, bloqués dans leur caserne et décidés à s'y défendre vaillamment, occupent toutes les fenêtres. On les somme de se rendre et de livrer leur commandant, avec la promesse de ne leur faire aucun mal et même de les récompenser généreusement. Ils répondent à cette proposition, qui les indigne, par un feu très-vif qui met beaucoup de Chouans hors de combat. Le feu se soutient long-temps avec la même activité. Les brigands font une seconde sommation, demandant toujours qu'on leur livre le commandant ; le feu redouble. Alors ils essaient de mettre le feu à la caserne. Un de leurs chefs s'avance avec une botte de paille enflammée, il est tué... Cependant le capitaine était dans une maison à côté de la caserne, il ne pouvait en sortir sans courir le risque d'être égorgé. Il avait dans sa chambre quatre-vingt paquets de cartouches. Quinze grenadiers, voyant les brigands ébranlés, font une sortie, la baïonnette en avant, pour aller le délivrer. Sept sont tués ; le reste blessé est obligé de rentrer dans la caserne. Dans ce moment, un chef de brigands s'approche de la caserne, un grenadier l'ajuste et le tue. La perte de ce chef, qui sans doute était un homme de marque, jette la consternation parmi les brigands qui s'empressent de l'enlever et de faire leur retraite. Nous avons à regretter dans cette affaire treize hommes tués et vingt-huit blessés. On ne peut donner trop d'éloges à la brave compagnie des grenadiers et au capitaine Cerdon qui la commande. Le poste d'Elven est toujours resté en notre pouvoir. » — Lettre du général Lemoine, le 6 novembre à Vannes, au général Rey. |